# Anthene nissani
Anthene nissani är en fjärilsart som beskrevs av Tite 1966. Anthene nissani ingår i släktet Anthene och familjen juvelvingar. Inga underarter finns listade i Catalogue of Life.